# Саїд Мухаммад ас-Садр
Саїд Мухаммад ас-Садр (араб. سيد محمد الصدر; 7 січня 1882 — 3 квітня 1956) — іракський політик, прем'єр-міністр країни у першій половині 1948 року.